# Hans am Ende

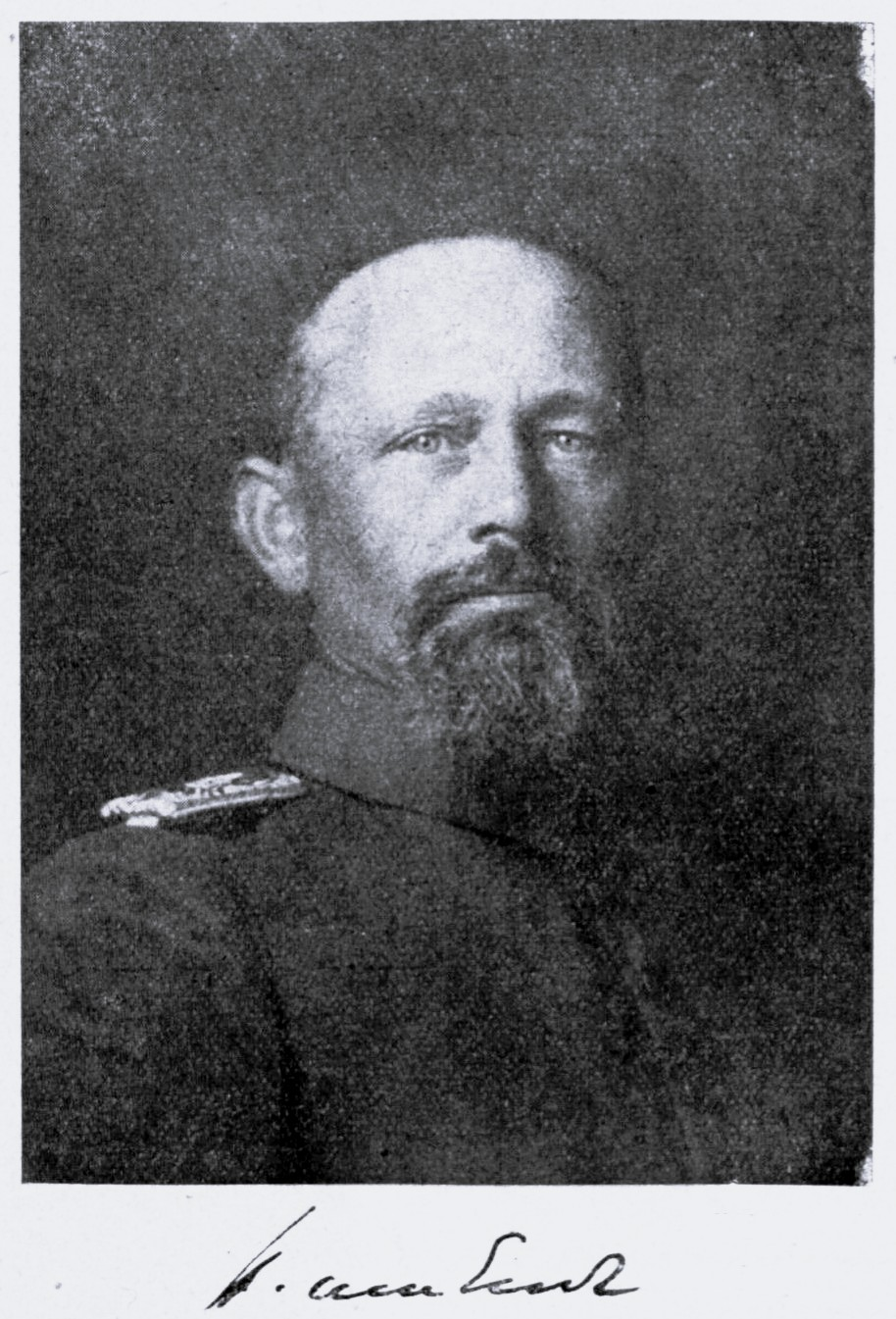
Hans am Ende

Hans am Ende (Trier, 31 december 1864 - Stettin, 9 juli 1918) was een Duits kunstschilder. Hij wordt gerekend tot de stroming van het impressionisme en maakte deel uit van de kunstenaarskolonie Worpswede.

## Leven en werk

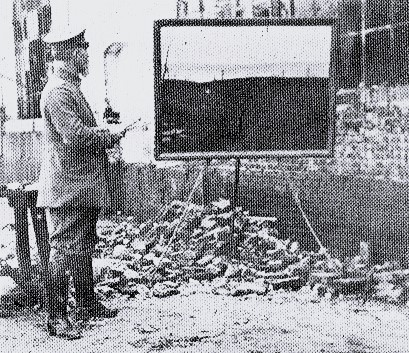
Am Ende aan het werk, WO I

Am Ende was de zoon van een pastor. Hij studeerde aan de Academie voor Beeldende Kunsten te München en later aan de kunstacademie van Karlsruhe, onder Ferdinand Keller. Overgehaald door zijn vriend Fritz Mackensen, die hij in München had leren kennen, vestigde hij zich te Worpswede, in Nedersaksen. Samen met Fritz Overbeck en Otto Modersohn richtten ze daar een kunstenaarskolonie op, waar zich later onder anderen ook Heinrich Vogeler en Paula Becker bij zouden aansluiten. De leden schilderen er in een impressionistische stijl, en plein air, met het heide- en moeraslandschap als belangrijkste thema. Ze leefden op eenvoudige wijze, te midden van de boerenbevolking, zich daarmee bewust afkerend van de civilisatie van de grote stad.
In 1895 exposeerde Am Ende en zijn mede-kolonisten met veel succes in de Bremer Kunsthalle en later in het Glaspalast te München. Door de kritiek werd zijn werk geprezen om de heldere kleuren en de atmosferische werking.
Am Ende bouwde een atelier in een boerenhof, naast dat van Heinrich Vogeler, dat momenteel een museum is over de kolonie. Hij huwde met de lokale boerendochter Magda Willatzen. Bij het uitbreken van de Eerste Wereldoorlog nam hij dienst in het Duitse leger en werd gestationeerd aan het westelijk front. Op 10 april 1918 werd hij tijdens een granaatinslag bij Mesen zwaargewond. Hij overleed in 1918 in een lazaret te Stettin, 53 jaar oud.

## Galerij

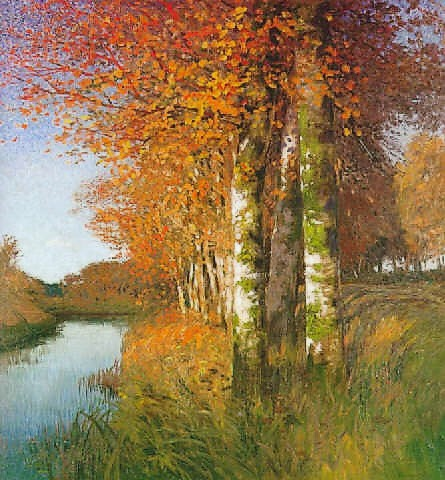
Birken am Moorgraben
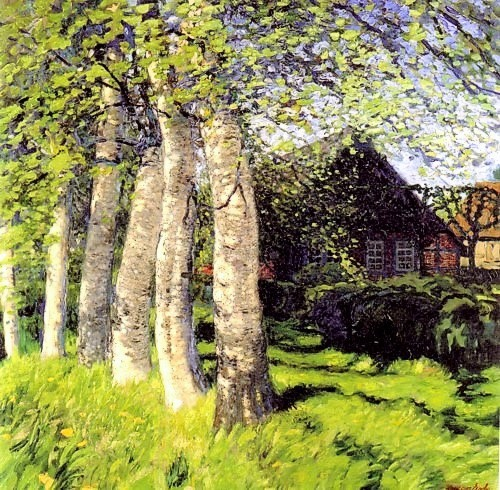
Frühling in Worpswede
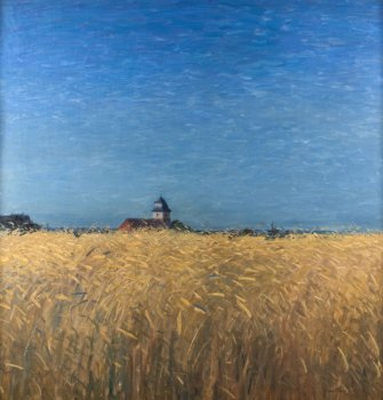
Kornfeld im Hochsommer
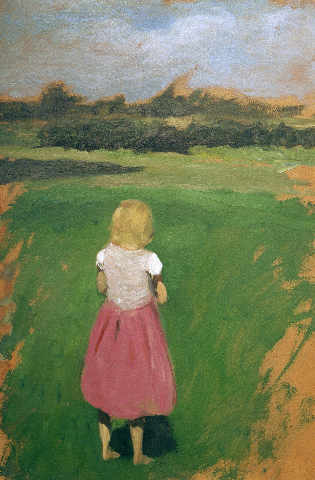
Mädchen auf der Wiese
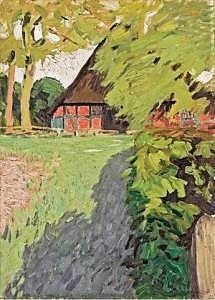
Maimorgen
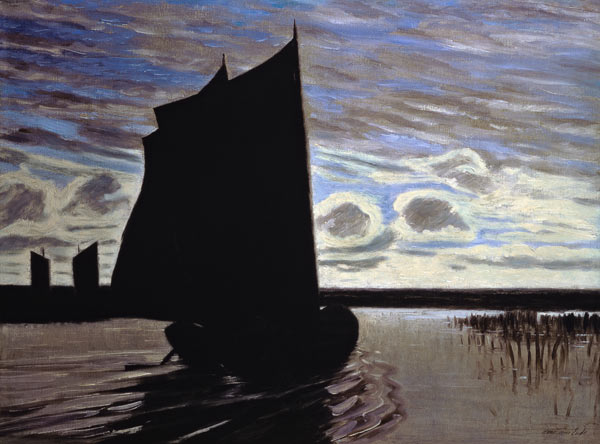
Bark op de Hamme
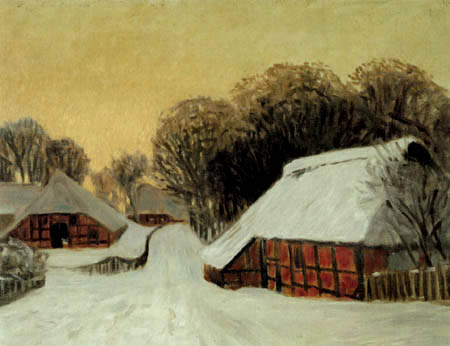
Winter in Worpswede
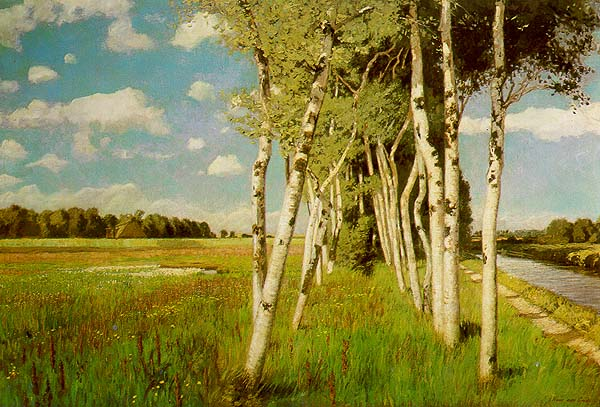
Ein Sommertag
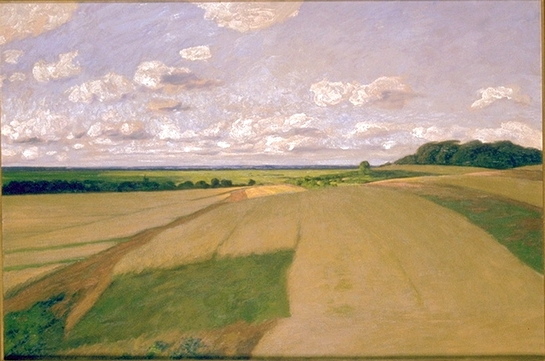
Weijerberg, Worpswede
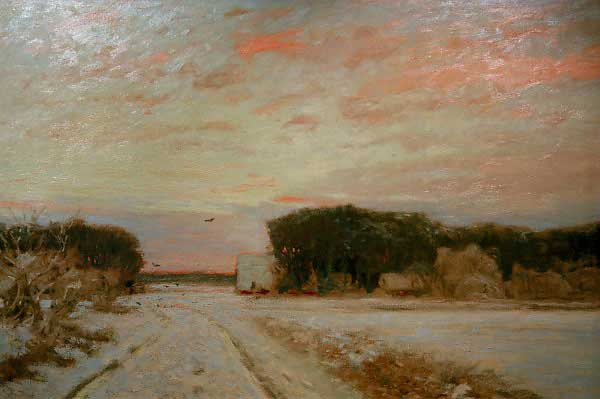
Winter in Worpswede